# Henry J. Blumenthal
Henry J. Blumenthal, vollständig Henry Jacob Blumenthal (* 30. März 1936 in Leipzig; † 23. April 1998 in Catania, Sizilien) war ein britischer Altphilologe.

## Leben
Blumenthal war als Kind mit seiner Familie nach England ausgewandert und besuchte die Mill Hill School in London. Nach dem National Service in der Royal Air Force begann er das Studium der Klassischen Philologie im Classical tripos am Trinity College, Cambridge, bei F. H. Sandbach. Dort waren John Michael Rist und Denis O’Brien Studienkollegen. Nach der Graduierung zum B.A. 1960 verbrachte er ein Auslandsjahr in Paris. 1964 wurde er mit einer Dissertation über Plotins Psychologie zum Ph.D. promoviert. Nach einem kurzen Aufenthalt an der Mount Allison University in Kanada wurde er 1965 von Arthur Hilary Armstrong als Lecturer in Greek an der University of Liverpool angestellt. Dort blieb er für den Rest seines Berufslebens und wurde 1974 zum Senior Lecturer, 1978 zum Gladstone Reader in Greek und 1997 schließlich zum Professor ernannt. 1975 war er Fellow des Center for Hellenic Studies, von 1983 bis 1990 Head of Department of Greek (später: of Classics and Archaeology). 1998 wurde er emeritiert.
Blumenthal war seit 1966 mit der Kanadierin Anna Rosner verheiratet und hatte einen Sohn, eine Tochter und eine Adoptivtochter.

## Forschungsschwerpunkte
Schwerpunkt seiner Forschungen waren der Neuplatonismus und Plotin, insbesondere deren philosophische Psychologie, die vor der schwierigen Aufgabe stand, die Psychologie des Aristoteles mit derjenigen Platons zu vereinbaren. Blumenthal hinterließ einen beinahe abgeschlossenen, jedoch bisher unveröffentlichten Kommentar zu Plotins Abhandlung „Probleme der Seele“ (Enneade IV 3–5).

## Schriften (Auswahl)
- Plotinus’ psychology. His doctrines of the embodied soul. Martinus Nijhoff, Den Haag 1971.
- Plotinus’ psychology. Aristotle in the service of platonism. Fordham University, New York, N.Y. 1972.
- (Hrsg., mit A. C. Lloyd): Soul and the structure of being in late neoplatonism. Syrianus, Proclus, and Simplicius. Papers and discussions of a colloquium held at Liverpool, 15-16 April 1982. Liverpool University Press, Liverpool 1982.
- (Hrsg., mit Howard Robinson): Aristotle and the later tradition. Clarendon Press, Oxford 1991.
- (Hrsg., mit R. A. Markus): Neoplatonism and early Christian thought. Essays in honour of A. H. Armstrong. Variorum, London 1992.
- (Hrsg., mit E. G. Clark): The divine Iamblichus. Philosopher and man of gods. Bristol classical press, London 1993.
- Soul and intellect. Studies in Plotinus and later neoplatonism. Variorum, Aldershot 1993. (Sammlung von Aufsätzen Blumenthals)
- On soul and intellect, in: Lloyd P. Gerson (Hrsg.), The Cambridge Companion to Neoplatonism. Cambridge UP, Cambridge 1996, S. 82–104.Auszüge online.
- Aristotle and Neoplatonism in Late Antiquity. Interpretations of the De Anima. Duckworth, London 1996, ISBN 0-7156-2719-8.
- (Übers.): Simplicius, On Aristotle’s „on the soul 3.1–5“. Translated by H. J. Blumenthal. Cornell University Press, Ithaca, N.Y. 2000 (Ancient Commentators on Aristotle).